# Benjamin Vessaz
Benjamin Vessaz (2 luglio 1907 – ...) è stato un pallanuotista svizzero che ha partecipato alle Olimpiadi di Berlino 1936.